# Dollaro hawaiano
Il dollaro o dala è stata la moneta delle Hawaii tra il 1847 ed il 1898. Aveva lo stesso valore del dollaro statunitense ed era diviso in 100 cent o keneta. Furono effettuate solamente sporadiche emissioni che circolarono accanto alla valuta statunitense.

## Monete
Le prime monete delle Hawaii furono emesse nel 1847. Erano monete da un cent che recavano il ritratto di re Kamehameha III. Le monete si dimostrarono poco popolari a causa della scarsa qualità del ritratto del re.  Anche se fu notato che c'era un errore ortografico nella denominazione (Hapa haneri invece di Hapa haneli), la grafia giusta non fu corretta che alla fine del XIX secolo. La dicitura non corretta "Haneri" (hawaiano per "Hundred") appare su tutte le banconote hawaiane da $100 e $500 in circolazione tra il 1879 ed il 1900.
Nel 1883 furono emesse monete d'argento da un dime (umi keneta in hawaiano), un quarto di dollaro (hapaha), mezzo dollaro (hapalua) ed un dollaro (akahi dala). La maggior parte di queste monete furono coniate con le stesse specifiche delle contemporanee monete statunitensi alla zecca di San Francisco, in California. Una piccola quantità (26 per ogni denominazione) di esemplari "proof" fu coniata alla zecca federale di Philadelphia, Pennsylvania, per potere essere regalata. 
Le monete hawaiane continuarono a circolare per molti anni dopo l'annessione agli Stati Uniti nel 1898. Nel 1903, un act del Congresso demonetizzò le monete hawaiane; la maggior parte fu ritirata e fusa e una percentuale importante delle monete sopravvissute fu utilizzata in gioielleria.

## Banconote
Nel 1879 il Dipartimento delle Finanze emise la prima carta-moneta delle Hawaii, sotto forma di certificati di deposito di monete d'argento da $10, $20, $50 e $100. Tuttavia queste banconote furono emesse in quantità limitata e la gran massa del circolante era costituita da banconote statunitensi.
Dal 1884 solamente le monete statunitensi d'oro ebbero corso legale per somme superiori ai $10.
Nel 1895 la neo-costituita Repubblica delle Hawaii emise certificati di deposito sia per monete d'oro che d'argento da $5, $10, $20, $50 e $100. Queste furono le ultime banconote delle Hawaii e sono tutte estremamente rare.